# Валлі (опера)
«Валлі» (La Wally)  — опера в чотирьох діях композитора Альфредо Каталані на лібрето Луїджі Ілліки, вперше виконана в театрі Ла Скала (Мілан), 20 січня 1892 року.
Лібрето засноване на романі Вільгельміна фон Гіллерна (1836—1916), Die Geier-Wally, Eine Geschichte aus den Tyroler Alpen (Стерв'ятник Валлі: Історія з Тірольських Альп). Валлі, скорочення від Вальбурга — це дівчина з деякими героїчними атрибутами. Історія заснована на епізоді з життя тірольської художниці Анни Штайнер-Кніттель, з якою познайомився фон Гіллерн. Свій епітет «Geier» (стерв'ятник) вона отримала за те, що одного разу вкрала дитинча грифа з її гнізда. Твір фон Гіллерна спочатку було опубліковано в Deutsche Rundschau і було перекладено англійською мовою як «A German Peasant Romance» у журналі Cornhill у 1875 році.
Опера найбільш відома своєю арією «Ebben? Ne andrò lontana Ebben? Ne andrò lontana» («Ну, добре? Я піду далеко», дія 1, співається, коли Валлі вирішує покинути свій дім назавжди).

## Ролі
| Роль                                                                  | Тип голосу   | Прем'єра 20 січня 1892 року (Диригент: Едоардо Маскероні) |
| --------------------------------------------------------------------- | ------------ | --------------------------------------------------------- |
| Валлі                                                                 | сопрано      | Харіклея Даркле                                           |
| Стромінгер                                                            | бас          | Етторе Бранколеоні                                        |
| Афра                                                                  | мецо-сопрано | Вірджинія Герріні                                         |
| Вальтер                                                               | сопрано      | Аделіна Штеле                                             |
| Джузеппе Гаґенбах                                                     | тенор        | Мануель Суангес                                           |
| Вінченцо Геллнер                                                      | баритон      | Артуро Пессіна                                            |
| Хор: Тірольці, пастухи, селяни, мисливці, старі жінки, сільські діти. |              |                                                           |

## Синопсис
Події розгортаються в австрійському Тіролі, де вільнолюбна, але вразлива Валлі закохана в Джузеппе Хагенбаха, сина непримиренного ворога її батька. Це призводить до неминучого катастрофічного результату.

### Акт 1
Село Хохстофф

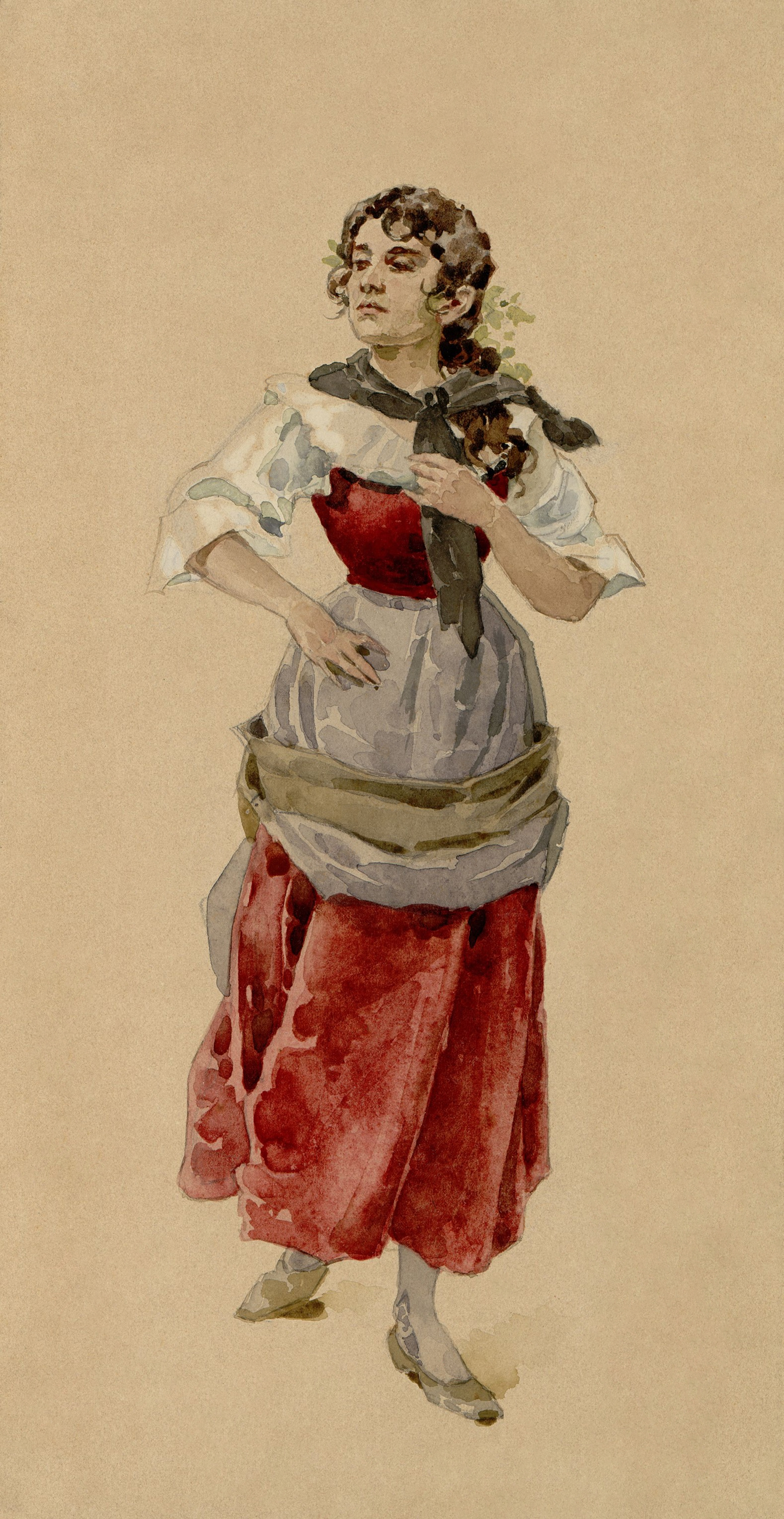
Костюм I дії для Валлі Адольфа Гогенштайна

Змагання зі стрільби проводяться на честь 70-річчя батька Воллі, Строммінгера. З сусіднього села Зельден прибуває група мисливців на чолі з Гаґенбахом. Між Строммінгером і Гаґенбахом виникає сварка.
Вінченцо Ґеллнер прихильний до Валлі й швидко помічає, що під час сварки вона закохана у ворога свого батька. Залишившись наодинці зі Строммінгером, він розповідає старому про свої підозри. Визнаючи, що Геллнер закоханий у його доньку, він наполягає на тому, щоб Валлі має або вийти за нього заміж впродовж місяця, або покинути його дім назавжди. Валлі відповідає, що краще ризикне в альпійських снігах, ніж одружиться з Геллнером.

### Акт 2
Минув рік; Строммінгер помер, і Валлі успадкувала його статок. Однак Гаґенбах заручився з Афрою, хазяйкою таверни «Орл», і, очевидно, його не цікавить Валлі.
У Зельдені відбувається фестиваль, і Валлі тягне до таверни, де напевно буде Гаґенбах. Гаґенбаха переконують прийняти виклик і спробувати виграти поцілунок від Валлі. Те, що починається як гра, швидко переростає у щось серйозніше, і Гаґенбах легко виграє свою ставку. Коли Валлі усвідомлює, що стала жертвою цинічного парі, її захоплює лють і ревнощі. Вона вимагає від Геллнера, якщо він любить її, убити Гаґенбаха.

### Акт 3
Ущелина
Валлі повертається додому. Її гнів вщухає і вона хотіла б забрати свої слова назад. У цей момент приходить Геллнер. Він описує, як під покровом темряви він зміг напасти на Гаґенбаха й кинути його в глибоку ущелину.
Валлі в жаху поспішає до ущелини в надії врятувати Гаґенбаха, попри те, що він любить Афру. Вона сама спускається по мотузці в ущелину, знаходить його непритомне тіло й піднімає на поверхню.

### Акт 4
Високо в Альпах
Самотня Валлі поневіряється у горах над селом. Її єдиний друг, Вальтер, прийшов за нею і запросив на різдвяні свята, водночас нагадавши про небезпеку сходження лавин. Вона відсилає його і думає про свою неминучу смерть.
Валлі чує інший голос. Це Гаґенбах — він оговтався після травм і прийшов  освідчитися в коханні. Закохані примиряються, і Гаґенбах вирушає шукати безпечний шлях назад з гори. Він гукає Валлі, але його крик викликає лавину, яка уносить його геть. Валлі кидається за ним.

## Записи
- 1960: La Wally, Renata Tebaldi, Giacinto Prandelli, Silvio Majonica, Pinuccia Perotti, dirige by Arturo Basile (CD, Hommage GmbH Musikproduktion und Verlag)
- 1968: La Wally, Renata Tebaldi, Mario Del Monaco, Piero Cappuccilli, Justino Díaz, dirige Fausto Cleva (CD, Decca)
- 1972: La Wally, Magda Olivero, Nicola Zaccaria, Laura Zanini, Ida Farina, Amadeo Zambon, Silvano Carroli, Giovanni Foiani, диригент Ferruccio Scaglia Orchestra and Chrous Bergamo Teatro Donizetti, Bergamo, Italy, 1972 (CD, Opera D'Oro, 2006)
- 1989: La Wally, Éva Marton, Francisco Araiza, Alan Titus, Francesco Ellero D'Artegna, диригент Pinchas Steinberg (CD, Eurodisc)
- 2014: La Wally, Susanna von der Burg, Paulo Ferreira, Marc Kugel, Bernd Valentin, Susanne Langbein, Chor des Tiroler Landestheater Innsbruck, Tiroler Symphonieorchester Innsbruck, диригент Олександр Румпф (DVD Video, Capriccio, C95000)

## Фільм
- Валлі (реж. Гвідо Бріньоне, 1932)